# Helmut Holzapfel (Verkehrswissenschaftler)
Helmut Holzapfel (* 22. Januar 1950 in Göttingen) ist ein deutscher Stadtplaner, Bauingenieur und Verkehrswissenschaftler. Seine Schwerpunkte sind integrierte Verkehrsplanung sowie Mobilitätsentwicklung. Er leitet das Zentrum für Mobilitätskultur in Kassel. Er war Professor am Institut für Verkehrswesen der Universität Kassel und Leiter des Fachgebietes Integrierte Verkehrsplanung/Mobilitätsentwicklung und Mitglied des Instituts für urbane Entwicklungen (IUE) sowie des Kompetenzzentrums für Klimaschutz und Klimaanpassung (CliMA) der Universität Kassel. Er war von 2005 bis 2007 Dekan des Fachbereiches Architektur, Stadtplanung, Landschaftsplanung (ASL) der Universität Kassel. Aktuell bis 2025 lehrt er noch an der Universität Kassel am Institut für Verkehrswesen.

## Leben
Nach dem Studium des Bauingenieurwesens an der TU Braunschweig war Holzapfel von 1975 bis 1985 an der TU Berlin als Wissenschaftler tätig und promovierte 1980 über Verkehrsbeziehungen in Städten. In dem Projekt „Energie und Gesellschaft“ arbeitete er von 1980 bis 1987 mit Wolfgang Sachs, Klaus Traube und Otto Ullrich an Szenarien der Energiezukunft ohne Atomkraft. Ab 1984 war er beim Ministerium für Stadtentwicklung, Wohnen und Verkehr des Landes Nordrhein-Westfalen bzw. im ILS–Institut für Landes- und Stadtentwicklungsforschung in Dortmund beschäftigt.
Von 1993 bis 1995 war Holzapfel Professor für Verkehrsplanung in Kassel, Leiter der Arbeitsgruppe „Integrierte Verkehrsplanung“. Intensive Zusammenarbeit mit Verkehrswissenschaftlern aus den USA, Auszeichnung mit „fellowship“ des „Marshallfunds (Washington)“, längerer Aufenthalt in den USA (Berkeley, MIT Boston), dort bereits intensive Beschäftigung mit Klima- und Umweltfragen (etwa Kontakte und Zusammenarbeit mit dem Worldwatch Institute, Washington). Eine enge Zusammenarbeit in Lehrveranstaltungen erfolgte in diesem Zeitraum mit Lucius Burckhardt (u. a. Begründer der Promenadologie).
Von 1995 bis 1998 Abteilungsleiter für Verkehr am Ministerium für Wohnungswesen, Städtebau und Verkehr des Landes Sachsen-Anhalt. Administration der gesamten Verkehrspolitik auf Landesebene sowie konzeptionelle Arbeit, Vertretung des Landes auf der Bundesebene (Verkehrsabteilungsleiterkonferenz). Bereits in dieser Zeit auch intensive Zusammenarbeit mit Kommunen und Regionen.
Seit 1998 wieder Professor für Verkehrsplanung in Kassel, Beratertätigkeit u. a. für die Landesregierung in Sachsen-Anhalt und für das Bundesministerium für Verkehr, Bau- und Wohnungswesen, Mitglied in der Akademie „3. Jahrtausend“ des Verlegers Hubert Burda, Mitglied des wissenschaftlichen Beirates des Bundesamtes für Bauwesen und Raumordnung (2001–2004), Sprecher des Arbeitskreises „Innovative Verkehrspolitik“ der Friedrich-Ebert-Stiftung. Vorbereitung und Leitung bundesweiter Seminare der Ebert-Stiftung zu Fragen der Klimaentwicklung und Klimapolitik.
2005–2007 Dekan des Fachbereiches Architektur, Stadtplanung, Landschaftsplanung der Universität Kassel. 2006 Umbenennung des Fachgebietes in „Integrierte Verkehrsplanung/Mobilitätsentwicklung“ und Teil des fachbereichsübergreifenden Instituts für Verkehrswesen.
2011 war er Gastdozent am University College London (UCL) und der Universität Alessandria, Italien. 2012 hatte er eine Gastprofessur an der Universität für Bodenkultur Wien (BOKU) inne. Zwischen 2009 und 2014 erfolgte eine intensive Zusammenarbeit mit dem englischen Stadtplaner Sir Peter Hall im Rahmen des EU-Forschungsprojektes „Sintropher“ sowie zur RegioTram Kassel.
Helmut Holzapfel ist Autor zahlreicher Artikel u. a. in Frankfurter Rundschau und ZEIT zu Umwelt, Verkehr und Klimaentwicklung sowie Mitherausgeber der Zeitschrift „Verkehr + Technik“. Auch ist er Mitherausgeber der „World Transport Policy & Practice“, einer internationalen Fachzeitschrift für integrierte Stadt- und Verkehrsplanung.
Er arbeitet fachübergreifend und hat u. a. bei Schriften des Psychologen Arno Gruen am Lektorat mitgewirkt und war Mitglied im Beirat der Kunstausstellung documenta 12.
Neuere Publikationen finden sich unter anderem im Handbuch für kommunale Verkehrsplanung (Herausgabe zusammen u. a. mit Dieter Apel, Folkert Kiepe), hier insbesondere Beiträge zu „Integrierter Verkehrsplanung“ (2003), oder auch in zahlreichen Einzelbeiträgen in wissenschaftlichen Zeitschriften (international vor allem in Großbritannien). Ende 2011 veröffentlichte er das Buch Urbanismus und Verkehr. Die englische Version des Buches erschien 2015 als Urbanism and Transport.
Von 2011 bis 2023 war Helmut Holzapfel unabhängiges außenstehendes Mitglied im Beirat für Integrität und Unternehmensverantwortung der Daimler AG. Bis 2019 war er Mitglied im Vorstand des FUSS e. V. – Fachverband Fußverkehr Deutschland.
2015 lehrte er als Vertretungsprofessor am Institut für Verkehrswesen an der Universität für Bodenkultur Wien. Aktuell lehrt er noch an der Universität Kassel und leitet das Zentrum für Mobilitätskultur in Kassel.

## Auszeichnungen
- 1992: Auszeichnung mit „Fellowship“ des German Marshall Funds of the United States, längerer USA-Aufenthalt mit Kontakten und Vorlesungen in Boston (MIT) über die Zukunft des Verkehrs
- 2019: Außerordentliches Mitglied der Deutschen Akademie der Technikwissenschaften (acatech)

## Werke (Auszug)
- Helmut Holzapfel, Klaus Traube, Otto Ullrich: Autoverkehr zweitausend. Wege zu einem ökologischen und sozial verträglichen Strassenverkehr. Müller, Karlsruhe 1985, ISBN 978-3-7880-9712-7 (2. Auflage 1988: ISBN 978-3-7880-9760-8, 3. Auflage 1992: ISBN 978-3-7880-9847-6).
- Autonomie statt Auto; Zum Verhältnis von Lebensstil, Umwelt und Ökonomie am Beispiel des Verkehrs. Bonn 1997, ISBN 3-87081-156-0.
- mit T. Bracher, M. Haag, F. Kiepe, M. Lehmbrock und U. Reutter (Hrsg.): HKV – Handbuch der kommunalen Verkehrsplanung; Für die Praxis in Stadt und Region. 60. Ergänzung. Berlin, Stand April 2011, ISBN 978-3-87907-400-6.
- mit Martin Schmitz: Lucius Burckhardts Promenadologie. In: archplus. 183 (Situativer Urbanismus), Berlin 2007
- Everywhere and nowhere. In: Le Monde diplomatique. London Mai 2010, S. 14.
- Eckpunkte für eine zielorientierte, integrierte Infrastrukturplanung des Bundes; vom Bundesverkehrswegeplan zur Bundesverkehrsnetzplanung. In: WISO-Diskurs der Friedrich-Ebert-Stiftung. Berlin Dezember 2010.
- Verkehrsplanung in den Neuen Bundesländern. Erfahrungen aus der Praxis. In: Zwanzig Jahre Stadt und Regionalplanung seit der deutschen Wiedervereinigung. Planungsrundschau. (= Buchreihe für Planungstheorie und Planungspolitik). Kassel 2010.
- mit Käthe Protze: Verkehrsbauten und Landschaft – nur ein ästhetisches Problem? In: RaumPlanung. 153, Dortmund Dezember 2010, S. 267–271.
- Urbanismus und Verkehr. Wiesbaden 2012, ISBN 978-3-8348-1950-5.
- mit R. Bormann, W. Eberle, R. Gerike u. a.: Ziele und Wege zu einer leiseren Mobilität. (= WISO Diskurs. Expertisen und Dokumentationen zur Wirtschafts- und Sozialpolitik. Publikation der Friedrich-Ebert-Stiftung). Bonn 2012, ISBN 978-3-86498-008-4.
- mit R. Bormann, M. Groß, H.-J. Hacker u. a.: Frühzeitige Bürgerbeteiligung für eine effizientere Verkehrsinfrastrukturplanung. (= WISO Diskurs. Expertisen und Dokumentationen zur Wirtschafts- und Sozialpolitik; Publikation der Friedrich-Ebert-Stiftung). Bonn 2012, ISBN 978-3-86498-352-8.
- Verkehrsplanung in der Postmoderne. In: A. Eichenlaub, T. Pristl (Hrsg.): Umbau mit Bestand; Nachhaltige Anpassungsstrategien für Bauten, Räume und Strukturen. Berlin, 2012, ISBN 978-3-496-01447-8, S. 105–115.
- The city that came out of the shadows. In: Town & Country Planning. 3, London 2012.
- Urbanism and Transport; Building Blocks for Architects and City and Transport Planners. Oxon, New York / Abingdon 2012, ISBN 978-1-138-79818-2.